# Фущич, Василий Васильевич
Василий Васильевич Фущич (укр. Василь Васильович Фущич; род. 1929) — советский актёр театра и кино. Член Национального союза кинематографистов Украины.

## Биография
Родился 12 августа 1929 года в городе Иршава (по другим данным в селе Кушница Иршавского района) Закарпатской области. Был четвёртым ребёнком в семье из восьми детей — четыре сына и четыре дочери.
После воссоединения Закарпатья с Украинской ССР окончил десятилетку в городе Свалява, где в это время жила семья Фущичей, и решил учиться на актёра в Москве. В 1955 году окончил актёрский факультет ВГИКа (мастерскую Бориса Бибикова и Ольги Пыжовой) и распределился на Киевскую киностудию имени Довженко. Проработал здесь недолго и в декабре этого же года вернулся в Москву. С 1955 по 1957 годы работал в Московском Театре-студии киноактёра.
С 1957 года — снова актёр Киевской киностудии имени Довженко. С 1979 года Василий Фушич работал в Киевском театре-студии киноактера (при киностудии Довженко). В начале 1990-х годов, с распадом СССР, театр был закрыт из-за отсутствия финансирования.

### Личная жизнь
В 1964 году Василий Фущич женился. Детей у супругов не было, и в 1975 году его брак распался. Живёт на Украине.

## Творчество
За свою карьеру сыграл более 80 ролей в кино.
Избранная фильмография:
- 1955 — «Мать» — пассажир на вокзале (нет в титрах)
- 1955 — «Максим Перепелица» — Степан Левада
- 1957 — «Если бы камни говорили…» — Леон Гаммершлаг, хозяин промыслов
- 1958 — «Улица молодости» — эпизод
- 1958 — «Сашко» — немец
- 1959 — «Иванна» — Зенон Верхола
- 1960 — «Грозные ночи» — Курт
- 1962 — «Среди добрых людей» — немец-конвоир
- 1964 — «Ключи от неба» — начальник патруля (нет в титрах)
- 1964 — «Дочь Стратиона» — Степчук
- 1965 — «Гадюка» — Пидтыченко
- 1965 — «Гибель эскадры» — матрос
- 1965 — «Проверено — мин нет» — лейтенант
- 1967 — «Сергей Лазо» — эпизод
- 1968 — «Большие хлопоты из-за маленького мальчика» — вахтёр на киностудии (нет в титрах)
- 1968 — «Служили два товарища» — Савчук, махновец
- 1969 — «Дума о Британке» — эпизод
- 1971 — «Нина» — словацкий офицер
- 1973 — «Новоселье» — эпизод
- 1974 — «Высокое звание» — поручик
- 1974—1977 — «Рождённая революцией», 5-я серия — «Шесть дней…» — Семён, рабочий (нет в титрах)
- 1975 — «Там вдали, за рекой» — эпизод
- 1976 — «Остров юности» — Василий Васильевич
- 1978 — «Вас ожидает гражданка Никанорова» — комбайнёр
- 1980 — «Странный отпуск» — Василий Васильевич
- 1986 — «Приближение к будущему»
- 1987 — «Отряд специального назначения» — поляк
- 1990 — «Балаган» — Александр Семёнович[4]